# スポンサー確定モデル
スポンサー確定モデル（スポンサーかくていモデル、Fixed Sponsor Model、英語略称:FSM）は、投資銀行におけるグローバル情報システム戦略の比較分析を行うモデルである。
このモデルは投資銀行におけるグローバル情報システム戦略に、ビジネスモデル・社内組織構造・人的資源管理・情報システムという4つのセントラル・カテゴリーが内在し、これらの因果関係が投資銀行における情報システムのグローバル展開プロジェクトの成功・失敗を決定付ける重要な要素であることを説明している。
また、このモデルはグローバル情報システム戦略を進める過程で、欧米系投資銀行の場合には、ビジネスモデル・社内組織構造・情報システムの3つのセントラル・カテゴリーがドライバーとなることが多く、他方、日系投資銀行の場合には伝統的に人的資源管理がドライバーとなる傾向性があることを説明している。